# Talpa ognevi
Espèce
Synonymes
- Talpa romana subsp. ognevi Stroganov, 1944
- Talpa caucasica subsp. ognevi Stroganov, 1944

Répartition géographique
Talpa ognevi, littéralement la Taupe d'Ognev, est une espèce de micromammifères fouisseurs de la famille des Talpidés et du genre Talpa endémique du Sud du Caucase, plus particulièrement de la zone côtière du Sud-Est de la mer Noire située au Nord-Est de la Turquie et en Géorgie.
Cette taupe est décrite en 1944 depuis la région de Borjomi au sud de la Géorgie comme une sous-espèce de la Taupe romaine sous le nom Talpa romana ognevi, dont elle est morphologiquement proche, notamment par sa grande taille et sa structure dentaire robuste. Son épithète spécifique est un hommage au mammalogiste russe Sergueï Ognev de la première moitié du XXe siècle. Cependant, elle est rapprochée de la Taupe du Caucase (Talpa caucasica) en 1989, car bien que plus grande, elle partage les caractéristiques de son pelage, de son crâne et surtout de la quatrième vertèbre de son sacrum qui la différencie de l'ensemble des espèces européennes du genre Talpa. Durant les années 2010, des recherches génétiques soutiennent ce rapprochement tout en montrant une séparation claire entre les taupes du nord et du sud du Caucase et élèvent par conséquent ce taxon au rang d'espèce sous le nom Talpa ognevi,,.
Comme ses proches parents, Talpa ognevi habite sous terre dans les sols meubles où cette espèce se nourrit de vers de terre et se signale par des monticules de terre, les taupinières. Elle vit dans les sols humides des prairies et forêts des plaines et vallées alluviales. Les zones plus montagneuses abritent une autre espèce, Talpa transcaucasica,.